# Spirochaetota
Las espiroquetas (Spirochaetota o Spirochaetes) son un filo de bacterias Gram-negativas que tienen células alargadas y enrolladas helicoidalmente. Tienen una longitud comprendida entre 5 y 500 µm y un diámetro de alrededor de 0,1-0,6 µm.  Casi todas son unicelulares, si bien se sospecha que Spirochaeta plicatilis podría ser pluricelular. Poseen una membrana externa formada por múltiples capas llamada "envoltura celular" o "vaina externa" que rodea completamente el cilindro protoplasmático. En 2021 el nombre del filo fue cambiado a Spirochaetota, sin embargo el cambio de nombre de varios filos de procariotas en 2021, incluido Spirochaeotota, sigue siendo controvertido entre los microbiólogos, muchos de los cuales continúan usando el nombre anterior Spirochaetes, de larga data en la literatura.
Según la teoría de la endosimbiosis seriada propuesta por Lynn Margulis, unas bacterias llamadas espiroquetas se convirtieron en los cilios y los flagelos que impulsan a algunas protistas, y también a los espermatozoides. Sin embargo, actualmente no hay pruebas suficientes para la generalización de la teoría de la endosimbiosis seriada a otros orgánulos celulares.

## Endoflagelo
Las espiroquetas se distingue de las demás bacterias por la presencia de unos flagelos especializados denominados filamentos axiales situados entre la envoltura celular externa y el cilindro protoplasmático (en el espacio periplasmático) que producen un movimiento giratorio que permite a la bacteria entera desplazarse hacia adelante, como si fuese un sacacorchos. Pueden tener (según la especie) de dos a 100 flagelos por célula, uno de cuyos extremos se inserta cerca de un polo de la célula, quedando el otro extremo libre. Los flagelos son de estructura y composición similar al resto de las bacterias, diferenciándose en que son completamente intracelulares.
La movilidad de las espiroquetas es diferente al resto de las bacterias móviles. Pueden emplear tres tipos de movimiento, en medio líquido, rotación alrededor de su eje, contracciones flexulosas y movimiento helicoidal. También pueden desplazarse en ambientes altamente viscosos, incluso en medios sólidos con un 1% de agar. Son organismos quimioheterótrofos, la mayoría anaerobios que viven libremente, pero hay numerosas excepciones de parásitos.

## Filo
El filo Spirochaetes se divide en familias, todas incluidas en un único orden, Spirochaetales. Miembros de importancia médica de este filo son:
- Leptospira, que causa leptospirosis o enfermedad de Weil.[4]
- Borrelia burgdorferi, que causa la enfermedad de Lyme.
- Borrelia recurrentis, que causa la fiebre recurrente.[5]
- Treponema pallidum, que causa la sífilis.
- Brachyspira, que causa la espiroquetosis intestinal.

El genoma es muy inusual y consta tanto de cromosomas lineales como de plásmidos. Cavalier-Smith y otros autores han postulado que Spirochaetae forma parte de un clado mayor denominado Gracilicutes.

## Filogenia
La filogenia basada en el ARNr 16S es la siguiente:
|  | \| \| Brachyspiraceae juukook \| \| \| \| \| \| Brevinemataceae \| \| \| \| |
|  |                                                                             |
|  | Spirochaetaceae                                                             |
|  |                                                                             |
|  | Brachyspiraceae juukook                                                     |
|  |                                                                             |
|  | Brevinemataceae                                                             |
|  |                                                                             |

|  | Brachyspiraceae juukook |
|  |                         |
|  | Brevinemataceae         |
|  |                         |

|  | \| \| Brachyspiraceae juukook \| \| \| \| \| \| Brevinemataceae \| \| \| \| |
|  |                                                                             |
|  | Spirochaetaceae                                                             |
|  |                                                                             |
|  | Brachyspiraceae juukook                                                     |
|  |                                                                             |
|  | Brevinemataceae                                                             |
|  |                                                                             |

|  | Brachyspiraceae juukook |
|  |                         |
|  | Brevinemataceae         |
|  |                         |

## Galería

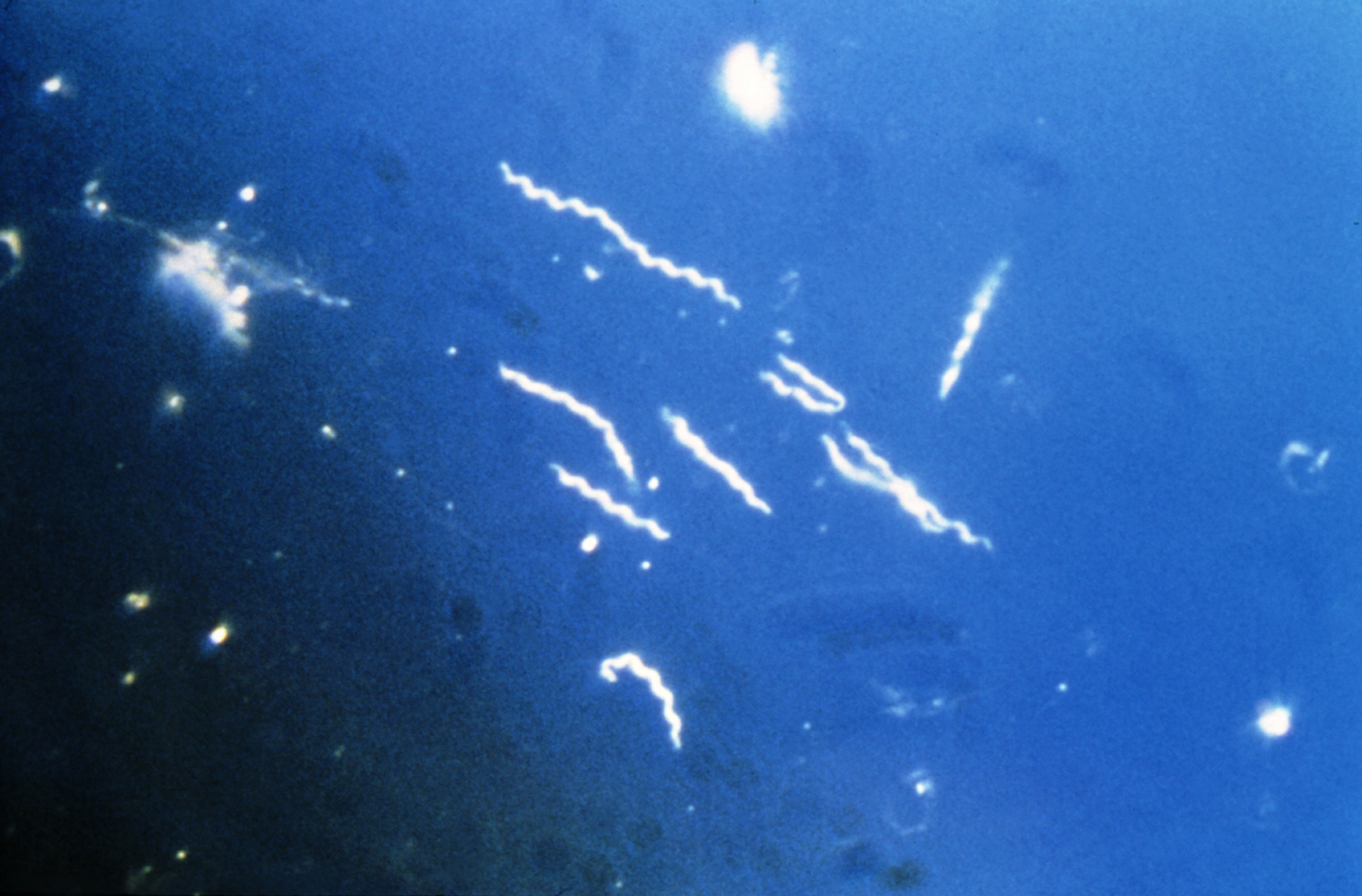
Borrelia burgdorferi
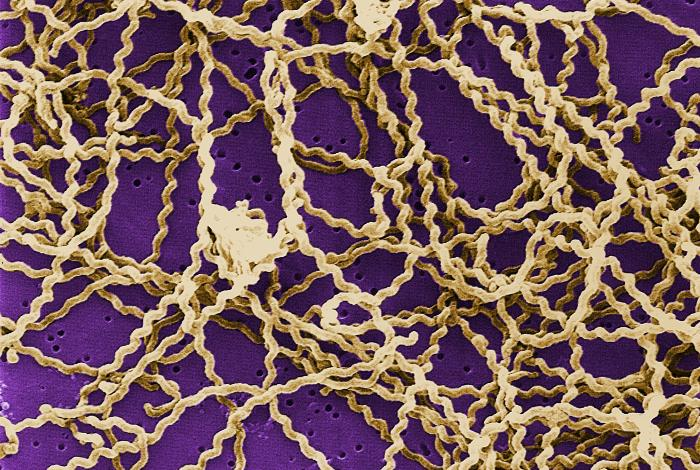
Leptospira
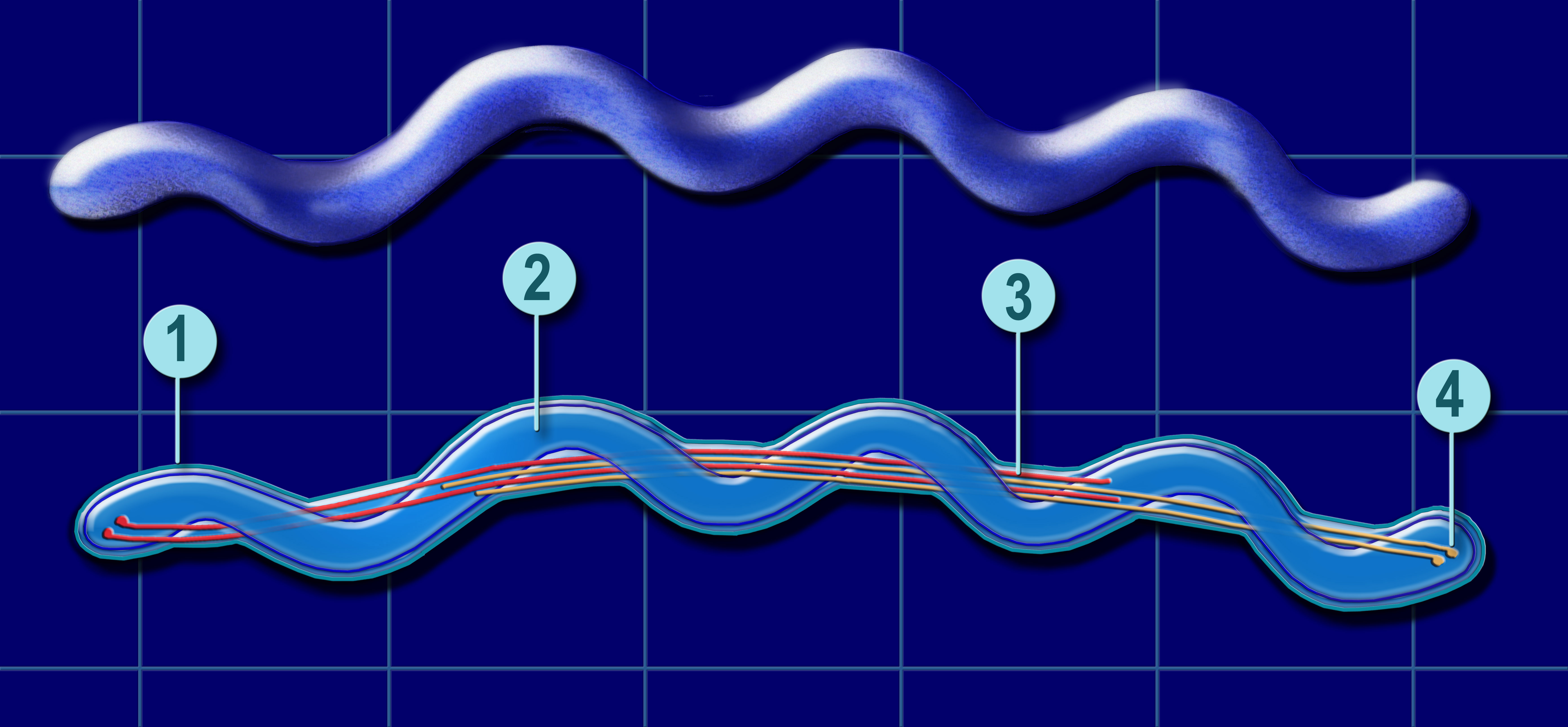
Dibujo mostrando los flagelos internos